# Biserica de lemn din Rugetu-Valea Babei

Biserica de lemn din Rugetu-Valea Babei, foto: 2009

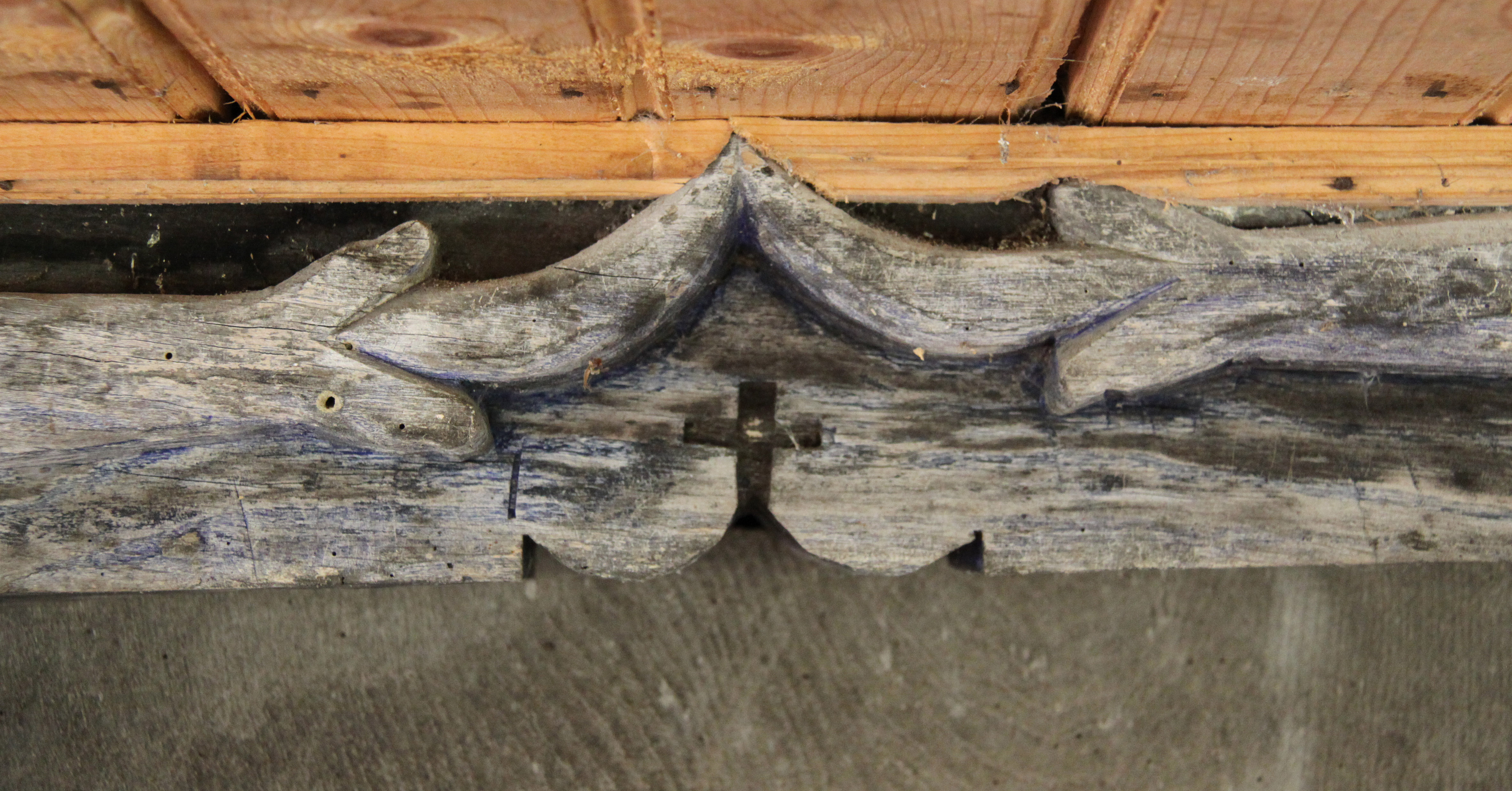
Portalul bisericii din Rugetu-Valea Babei, şerpii de peste intrare. Foto: 2009

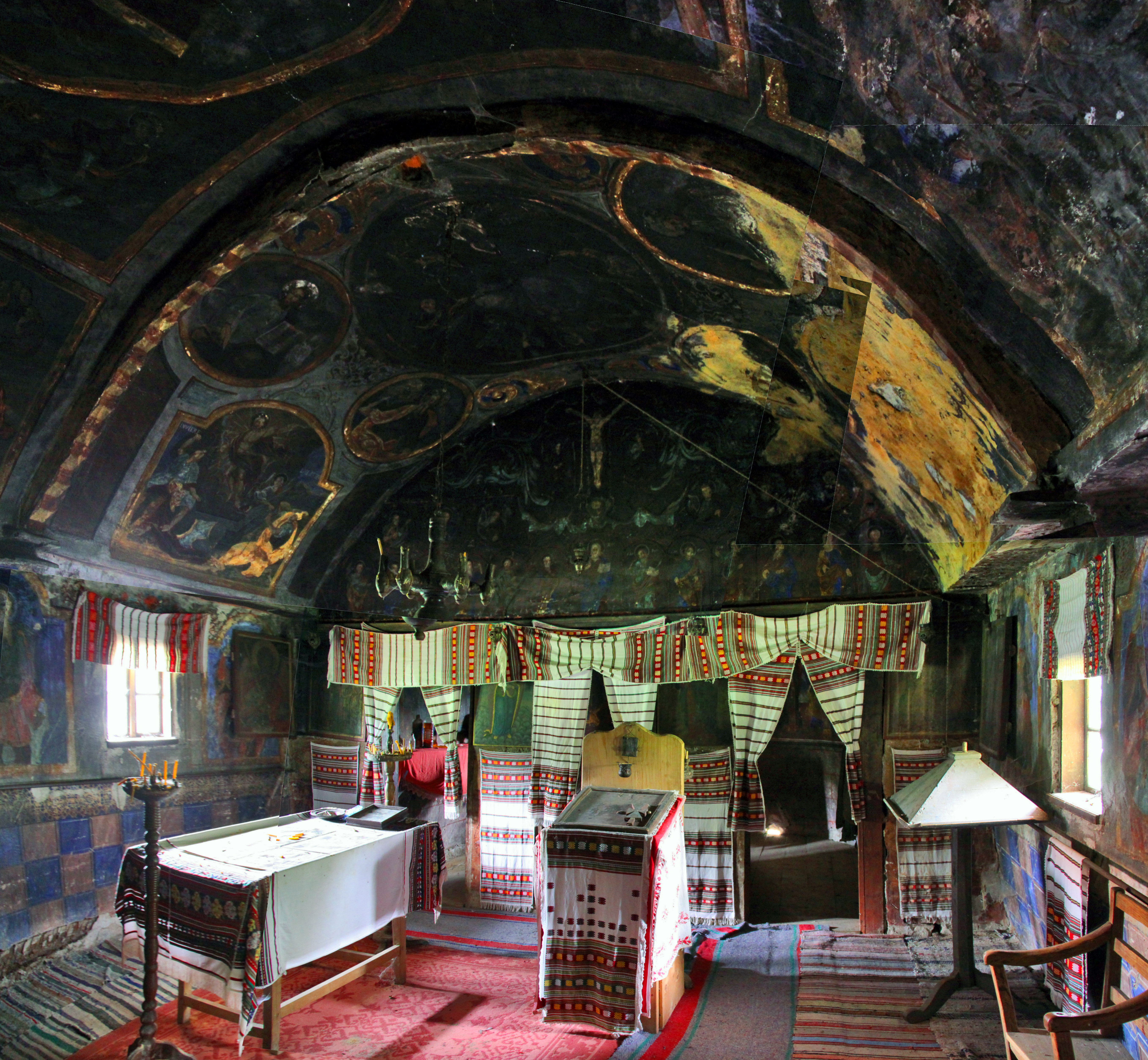
Interiorul navei, spre iconostas, foto: 2009

Biserica de lemn din Rugetu-Valea Babei se află în cătunul Valea Babei, localitatea Rugetu, comuna Slătioara, județul Vâlcea. Are hramul „Ovedenie”. Conform datelor istorice, biserica a fost ridicată în anul 1806. Se remarcă prin pictura interioară și exterioară încă bine păstrată, portretul de ctitor cu pisanie, ușa cioplită cu șerpi peste intrare și foaia ușii dintr-o singură bucată de lemn. Nu mai puțin valoroase sunt crucile de piatră de Igoiu, printre care și cea a preotului ctitor Constantin Pranda. De remarcat și clopotnița octogonală și stejarul secular de alături. Biserica a fost reparată la începutul mileniului de comunitate, păstrând pe mai departe atmosfera de altă dată și frumusețea nealterată a bisericilor de lemn oltenești de odinioară. Nu este înscrisă pe noua listă a monumentelor istorice, deși o merită cu prisosință. 

## Istoric
Momentul ridicării bisericii poate fi din punct de vedere formal cu aproximație fixat de o parte sau alta a cumpenei secolului 18 cu 19. Datele istorice păstrate despre ridicarea lăcașului indică anul 1806. În acea vreme biserica stătea cu fața spre drumul ce lega satul Fometești, astăzi Rugetu, de „Drumul lui Carol”.
Pe ușile împărătești apare o scurtă însemnare a zugravului: „1857 Marin Zugravu”. Această lucrare a premers lucrările ample de înoire a lăcașului din anul 1864. În altar se păstrează imaginea pictată a preotului ctitor Constantin Pranda, în mărime naturală, stând în picioare și ținând în mâna dreaptă un sul deschis conținând următoarea însemnare: „Aciastă sfintă biseric[ă] sa prefăcut în zilele s. s[a]l[e] p. episcop d. d. Calinic, prin sârguința și cheltuiala pr. Costandin Pranda la leatul 1864 avgus[t] 20”. Putem bănui că înoirea a cuprins o acoperire a pereților de lemn cu mortar ca suport pentru pictură, atât în interior cât și în exterior. Pictura interioară pare a fi din anul 1864. Cea exterioară dă impresia unei execuții ulterioare. În urma acestor înoiri bisericuța de lemn a fost încinsă într-o haină nouă, viu colorată, atât de caracteristică regiunii, care imită bisericile de zid din zonă. Crucea de piatră de Igoiu a merituosului ctitor preot se află în curtea bisericii, în imediata vecinătate a clopotniței, purtând încă următorul text: „Aicia se odihnește preotul Costandin Pranda ... 1903”. Vecinătatea clopotniței sugerează că aceasta a fost ridicată în timpul păstoririi lui.
Acoperișul bisericii a fost complet refăcut în anii 2001-2002 de comunitate.
Clopotnita    a fost  complet  refacuta  in  anul 2011.A  primit  un   -clopot - din  partea  Majestatii Sale  Regele   Mihai 1  al  Romaniei  pe  25 octombrie  2011 (Petre Baba -Dac)

## Imagini exterioare

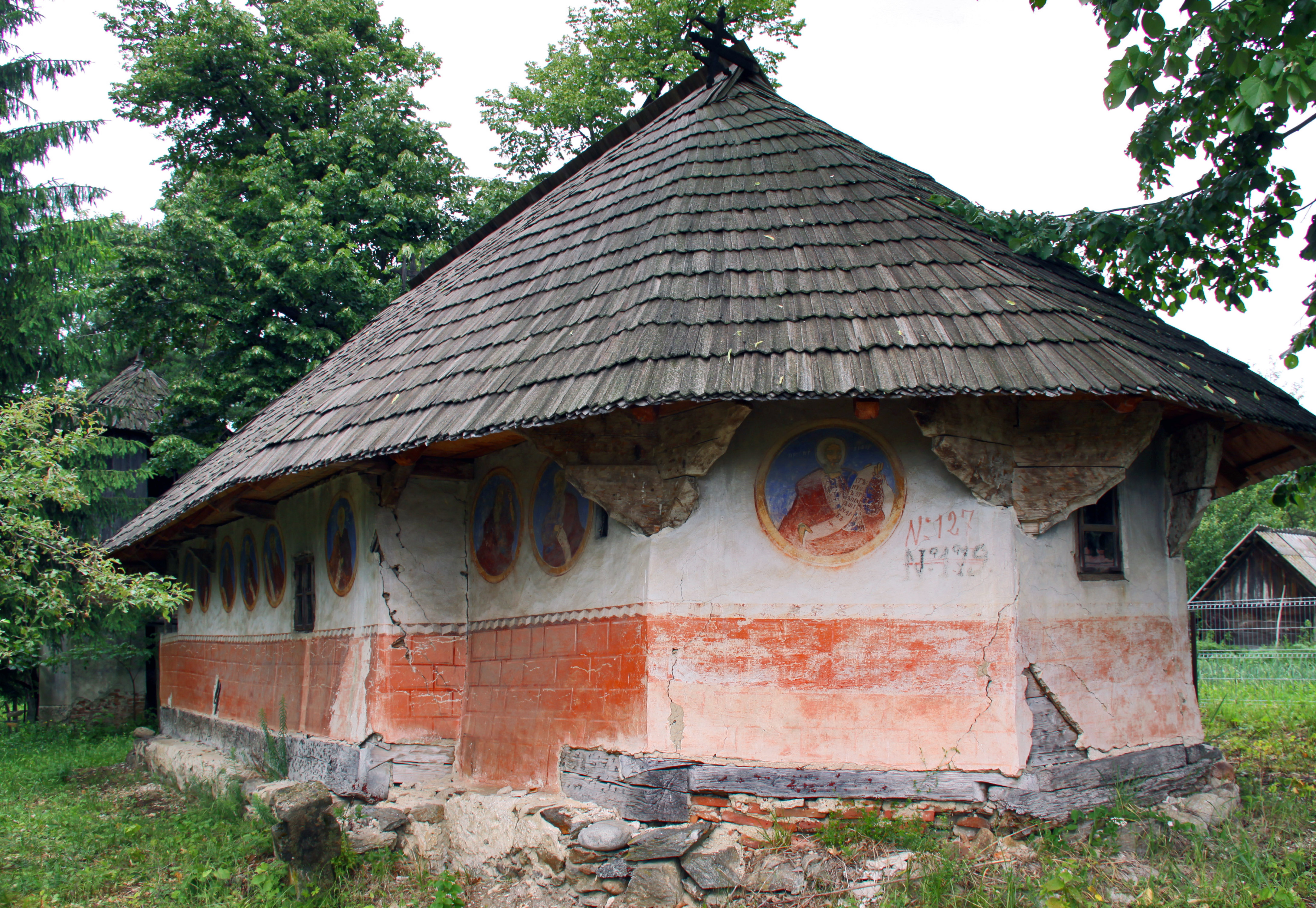
sud-est
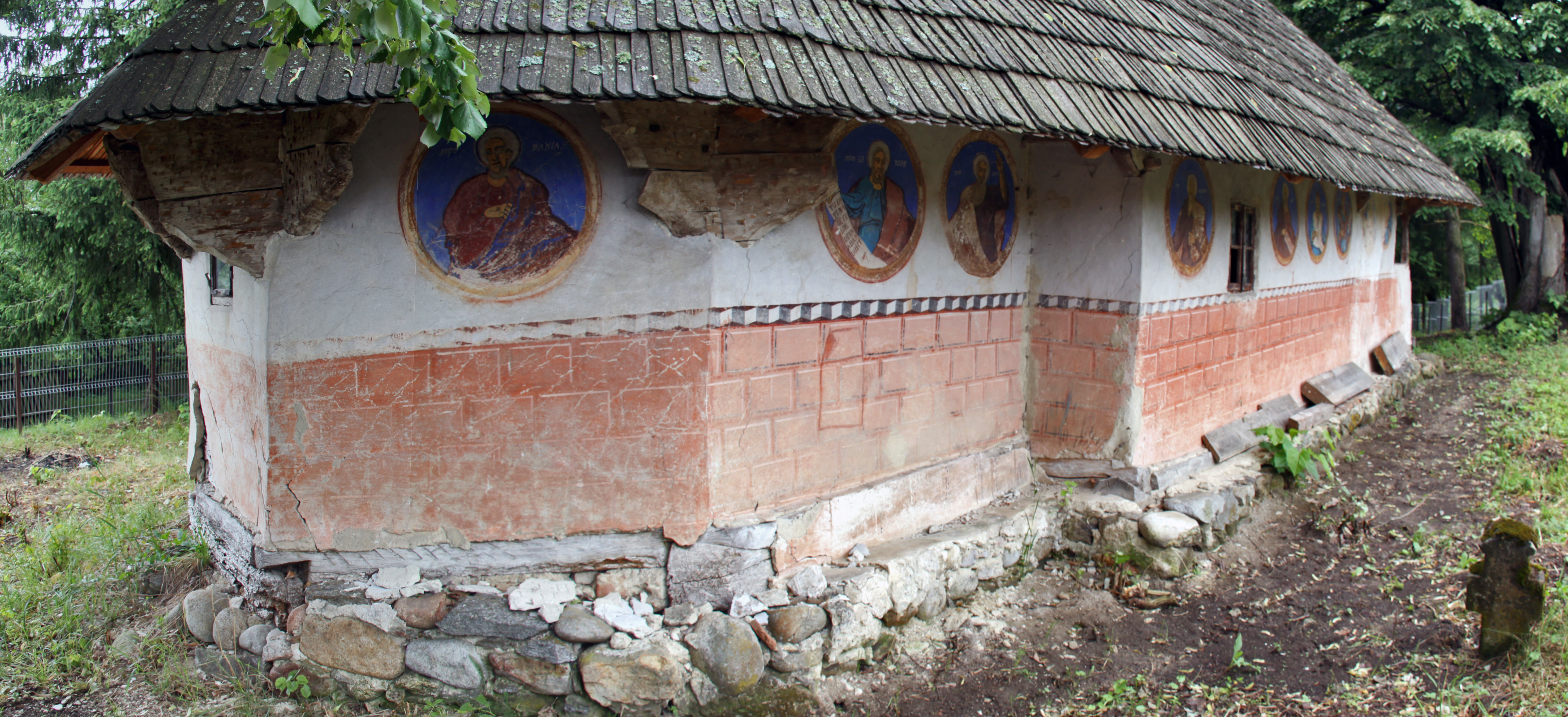
nord-vest
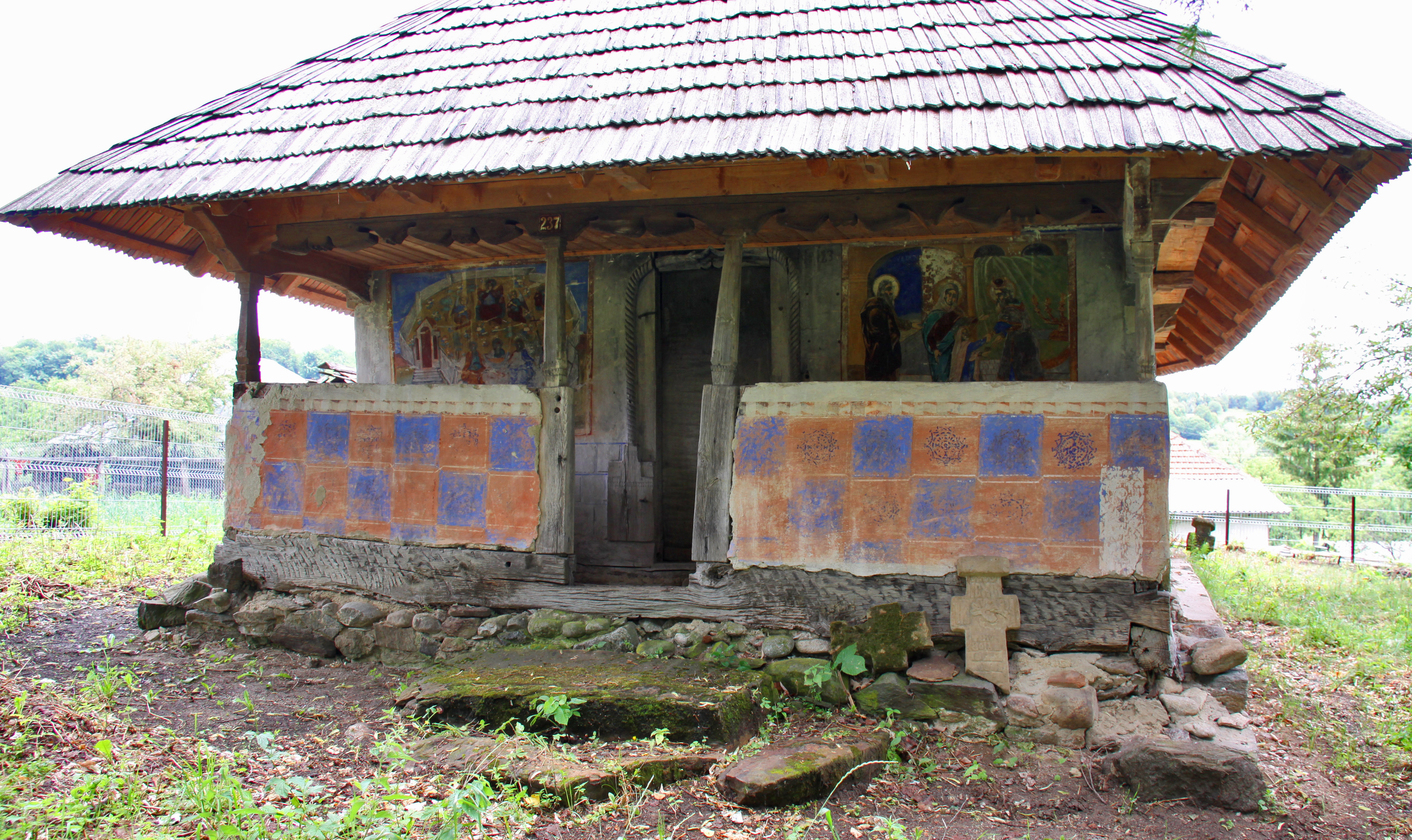
pridvor
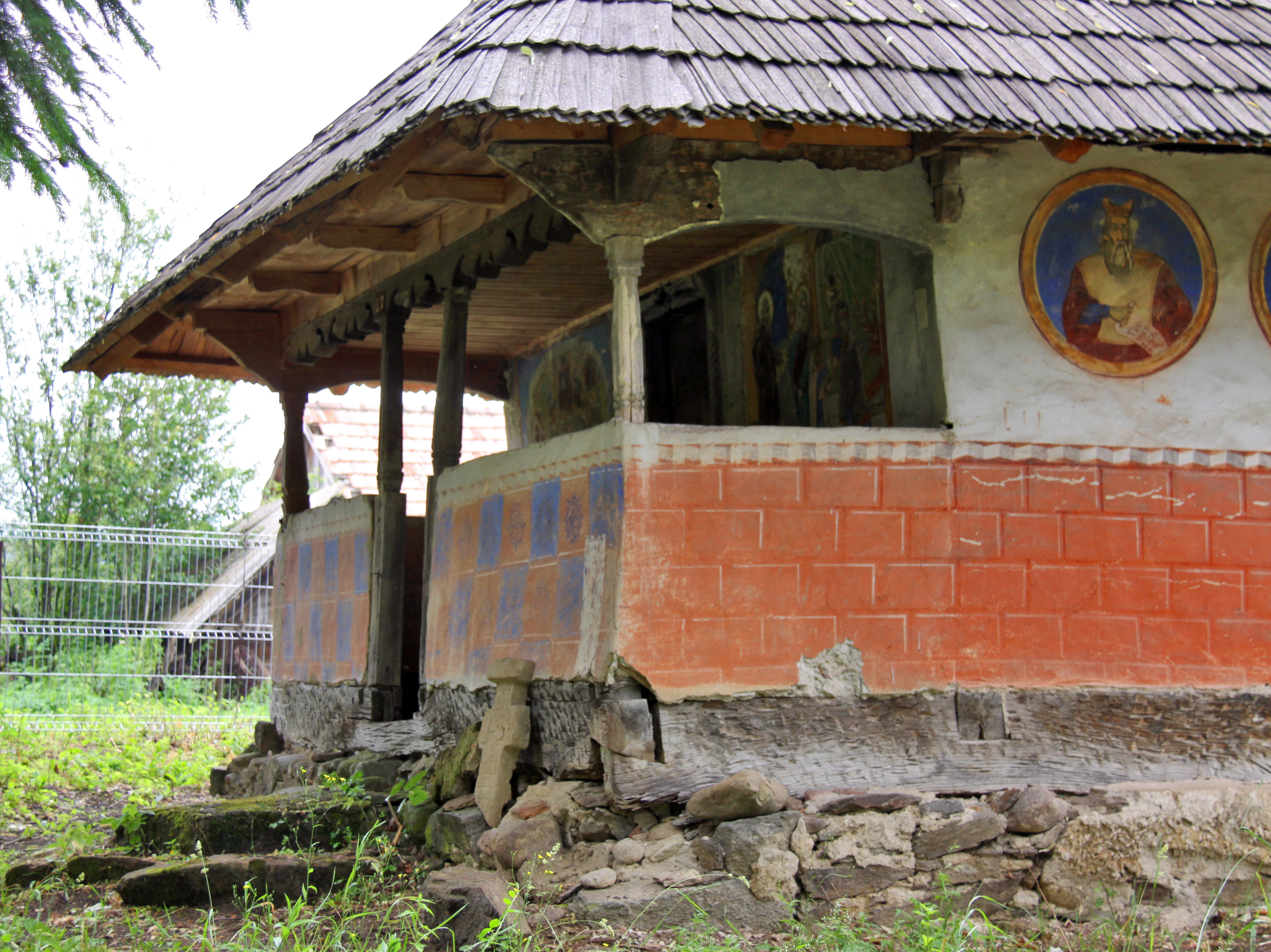
pridvor sud
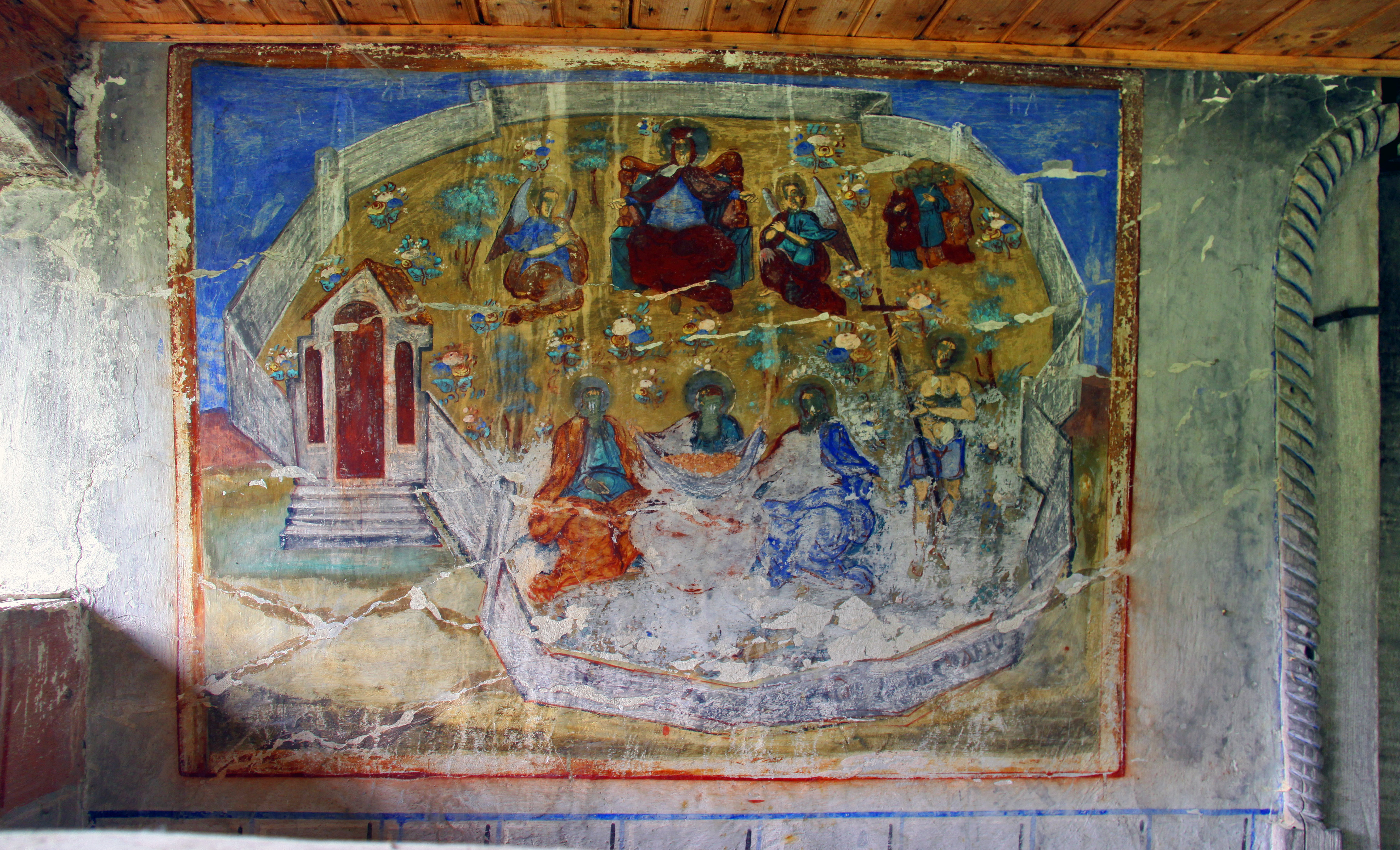
raiul
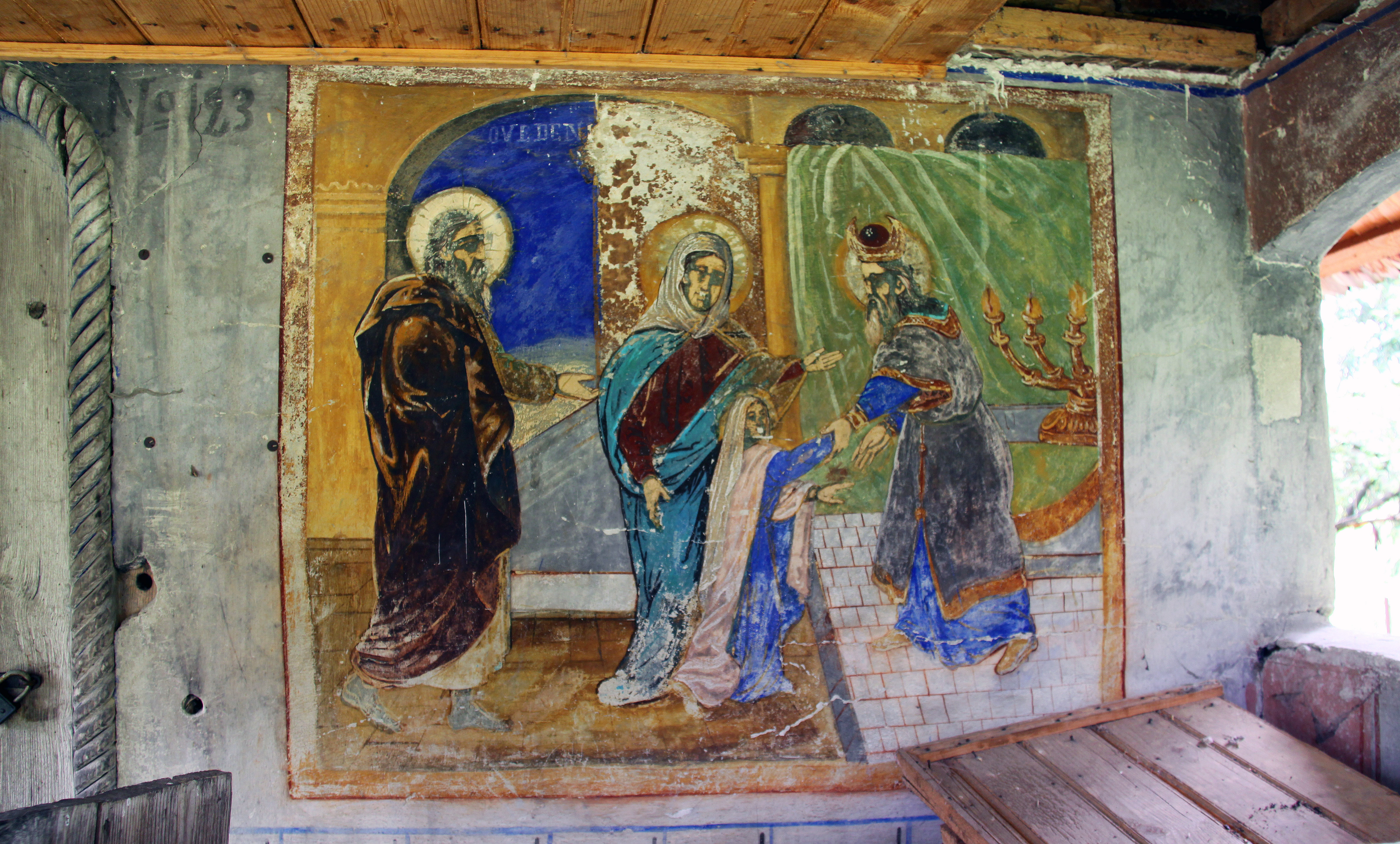
ovidenia
stâlpi pridvor
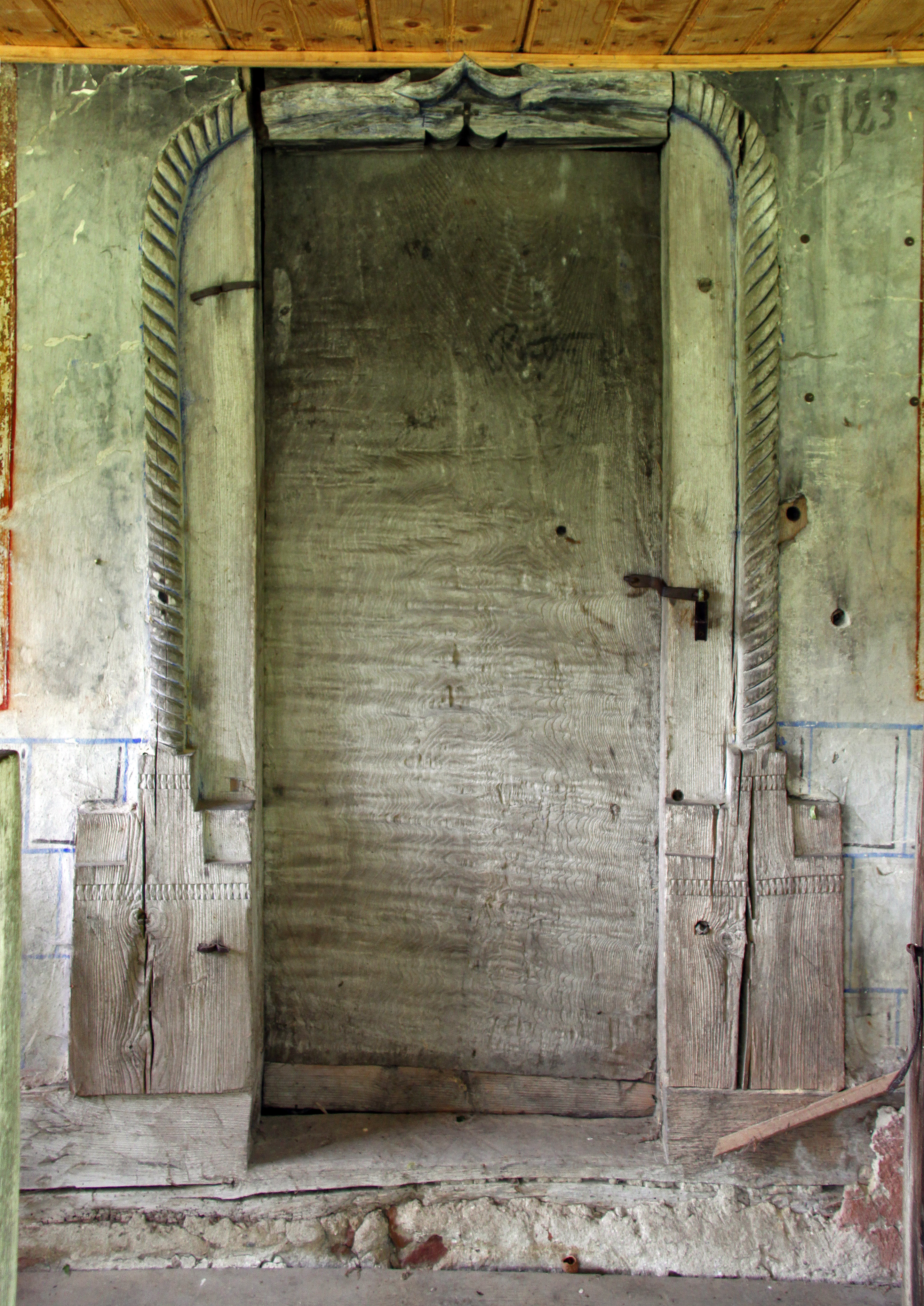
intrare

## Imagini interioare

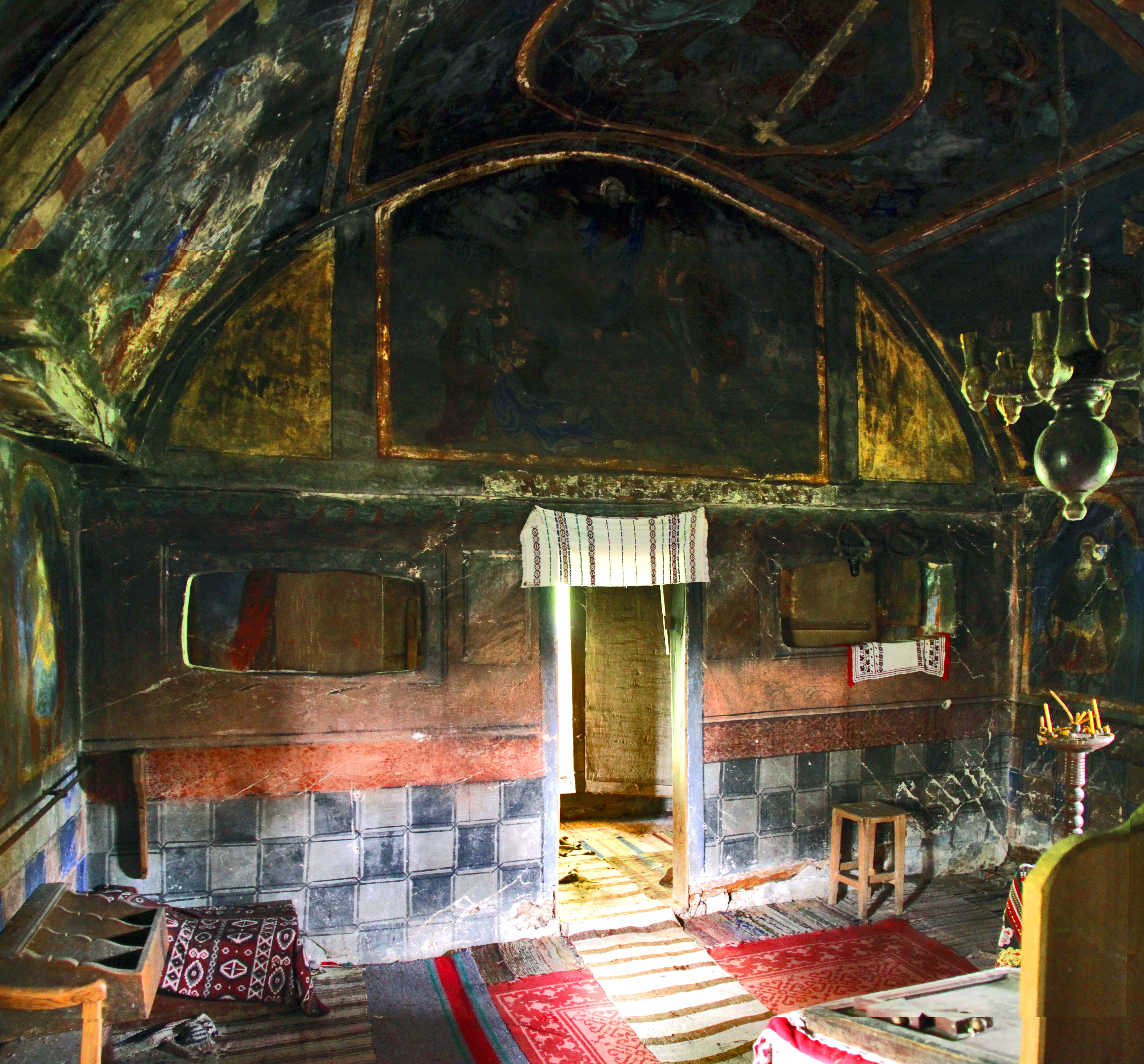
naos, vest
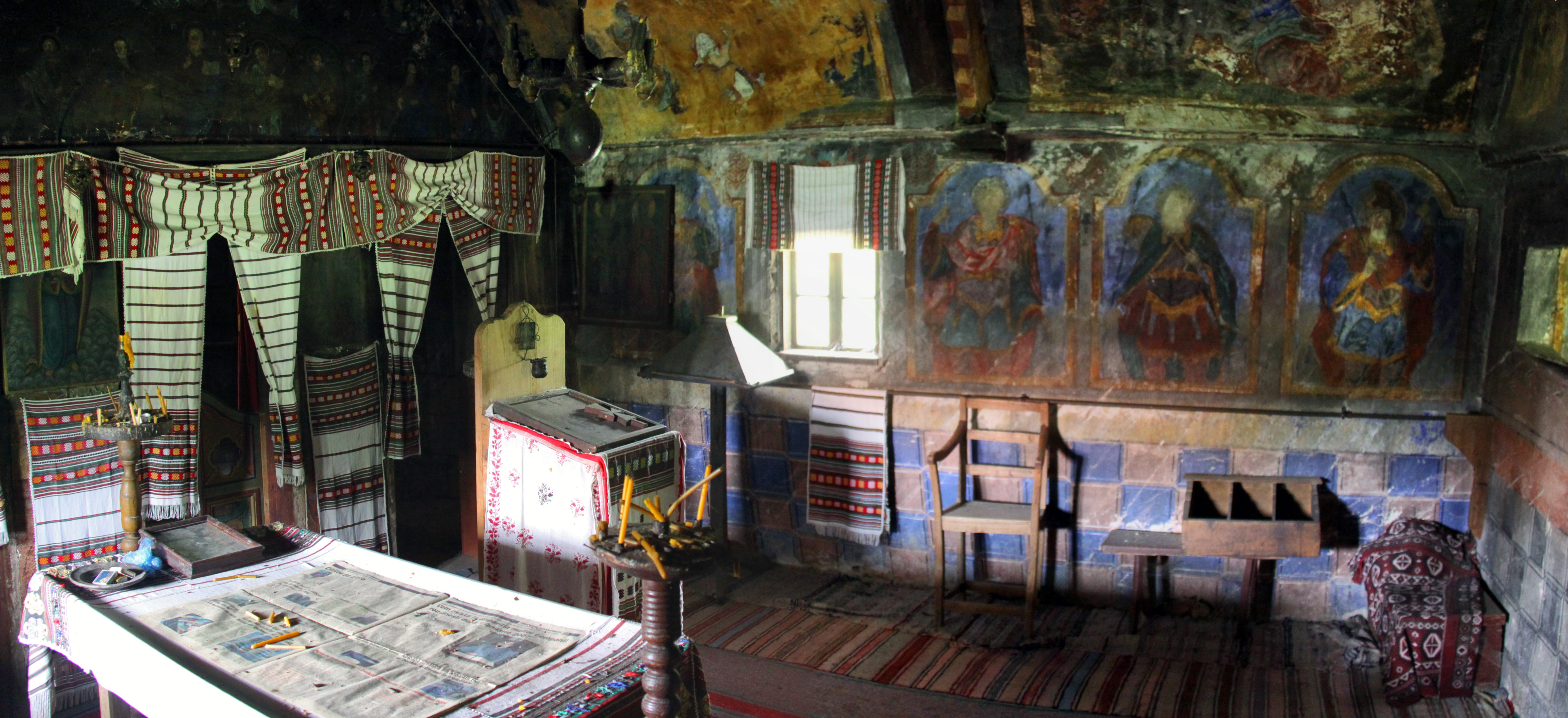
naos, sud
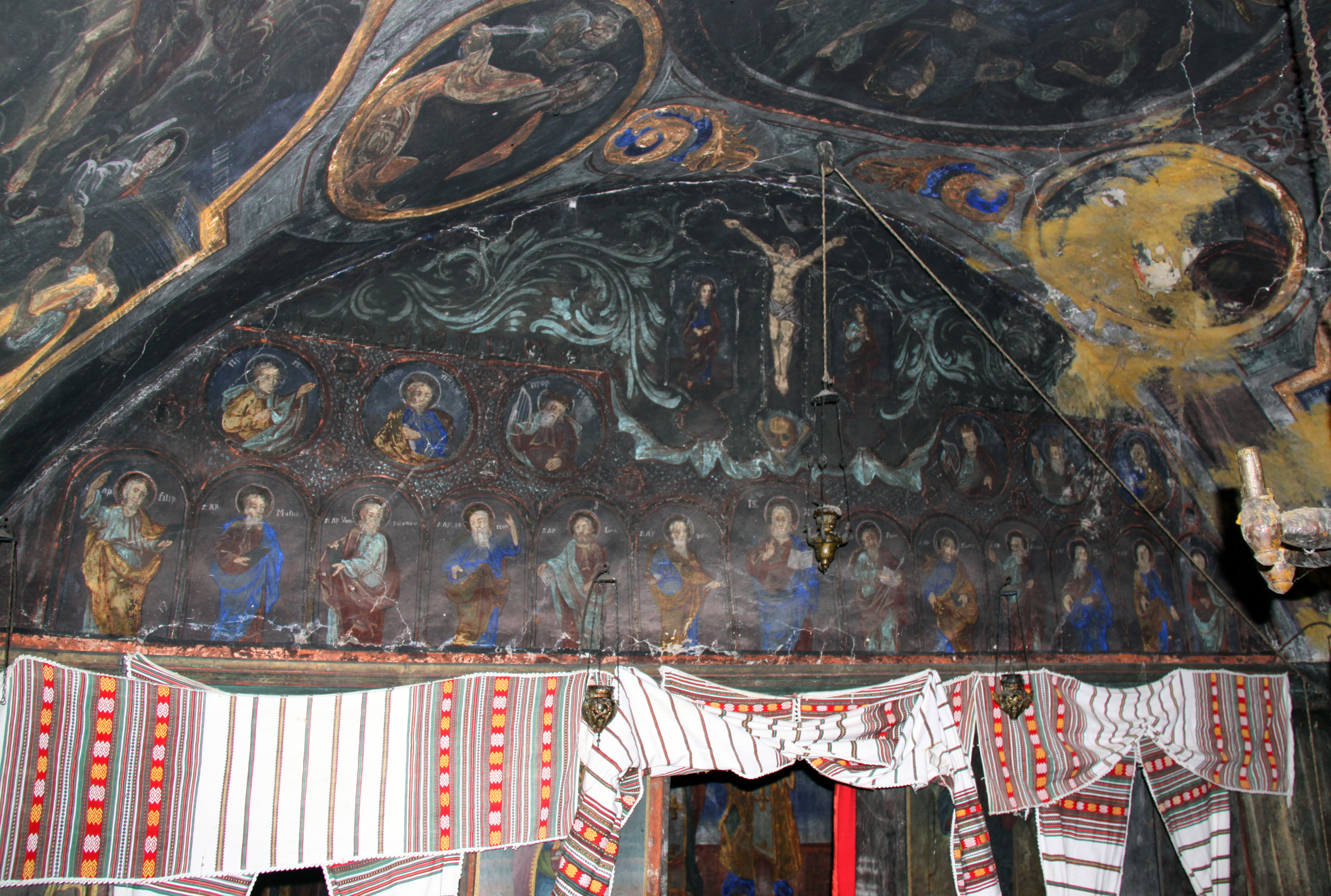
tâmpla iconostasului
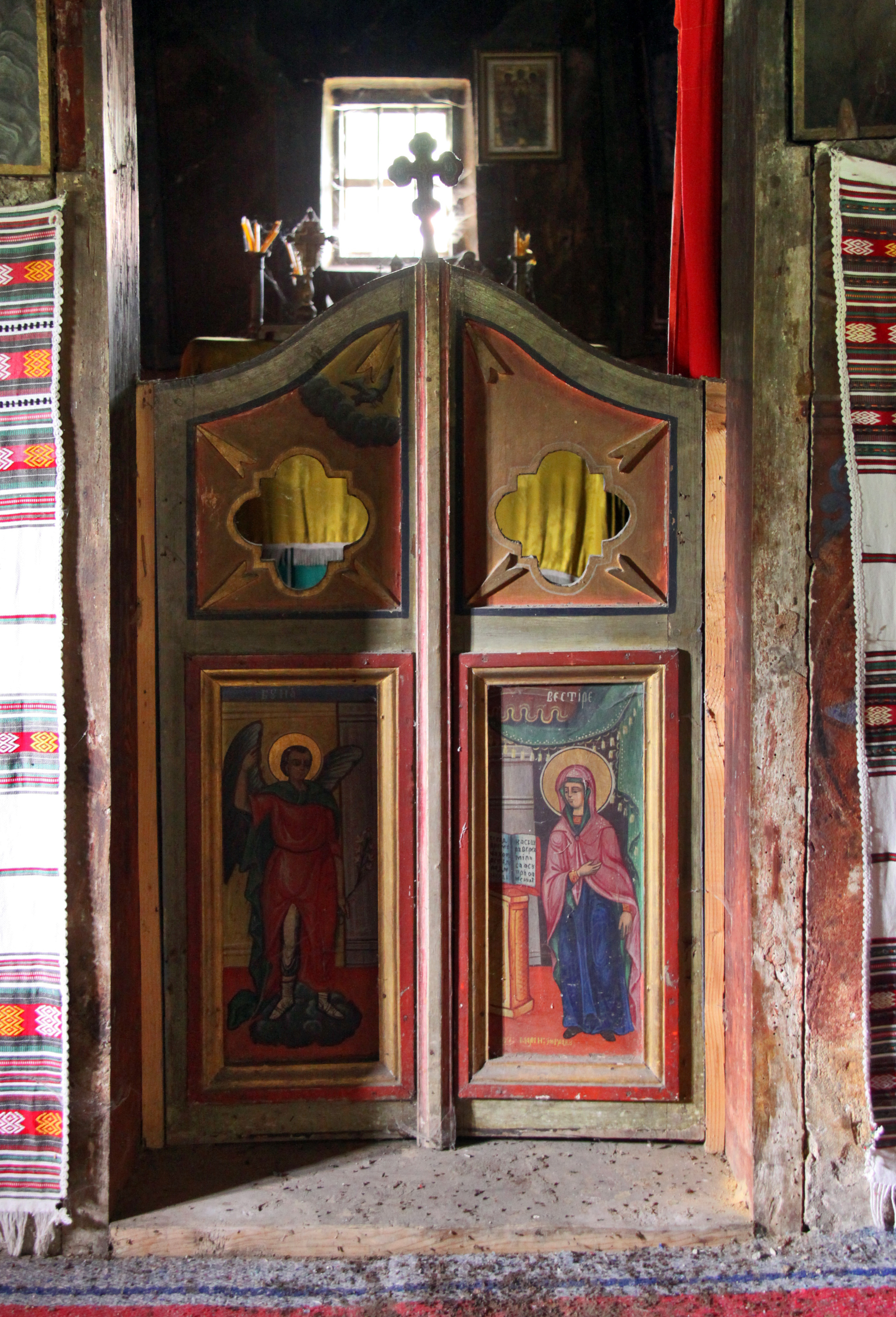
uși împărătești
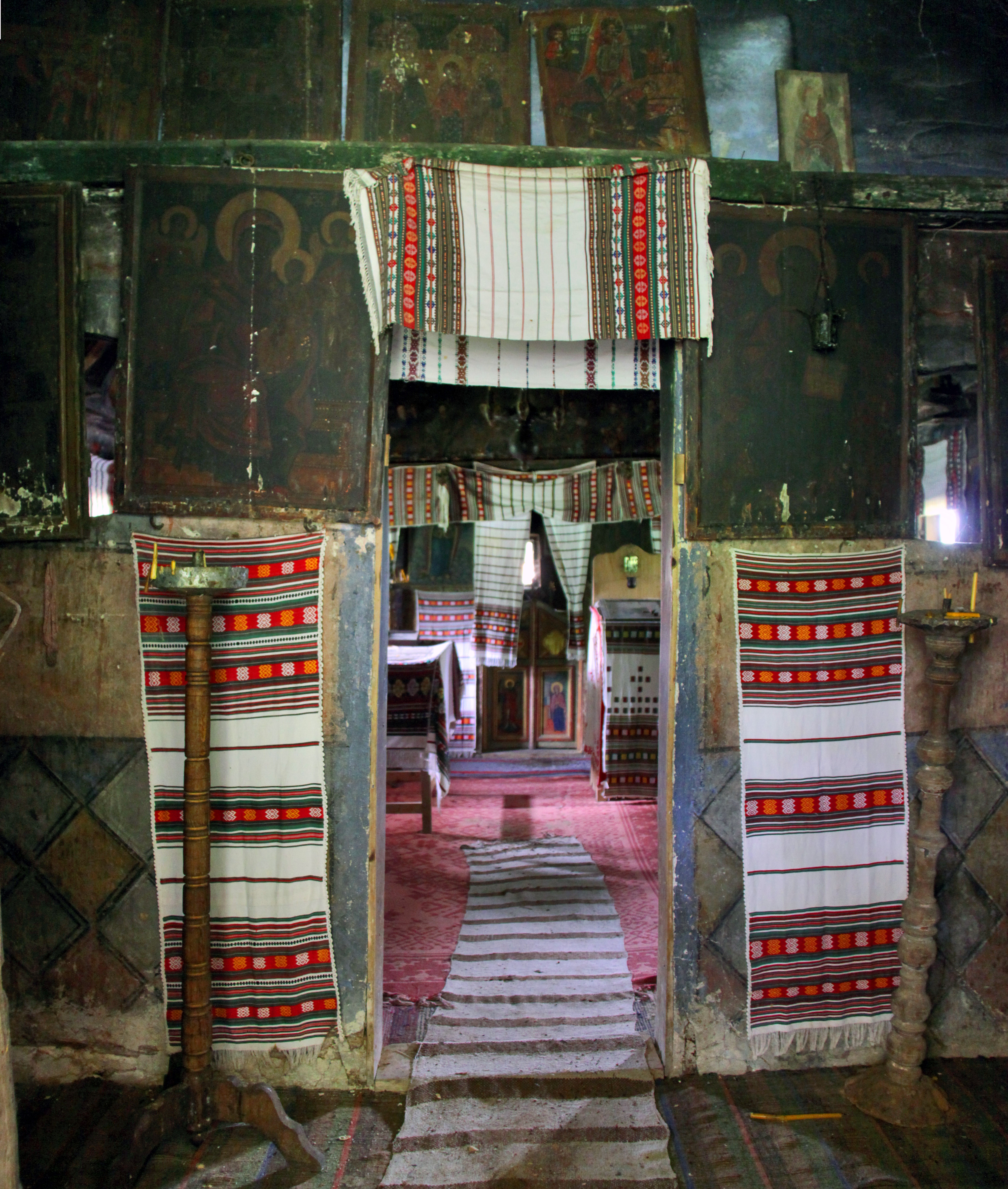
tindă, intrare naos
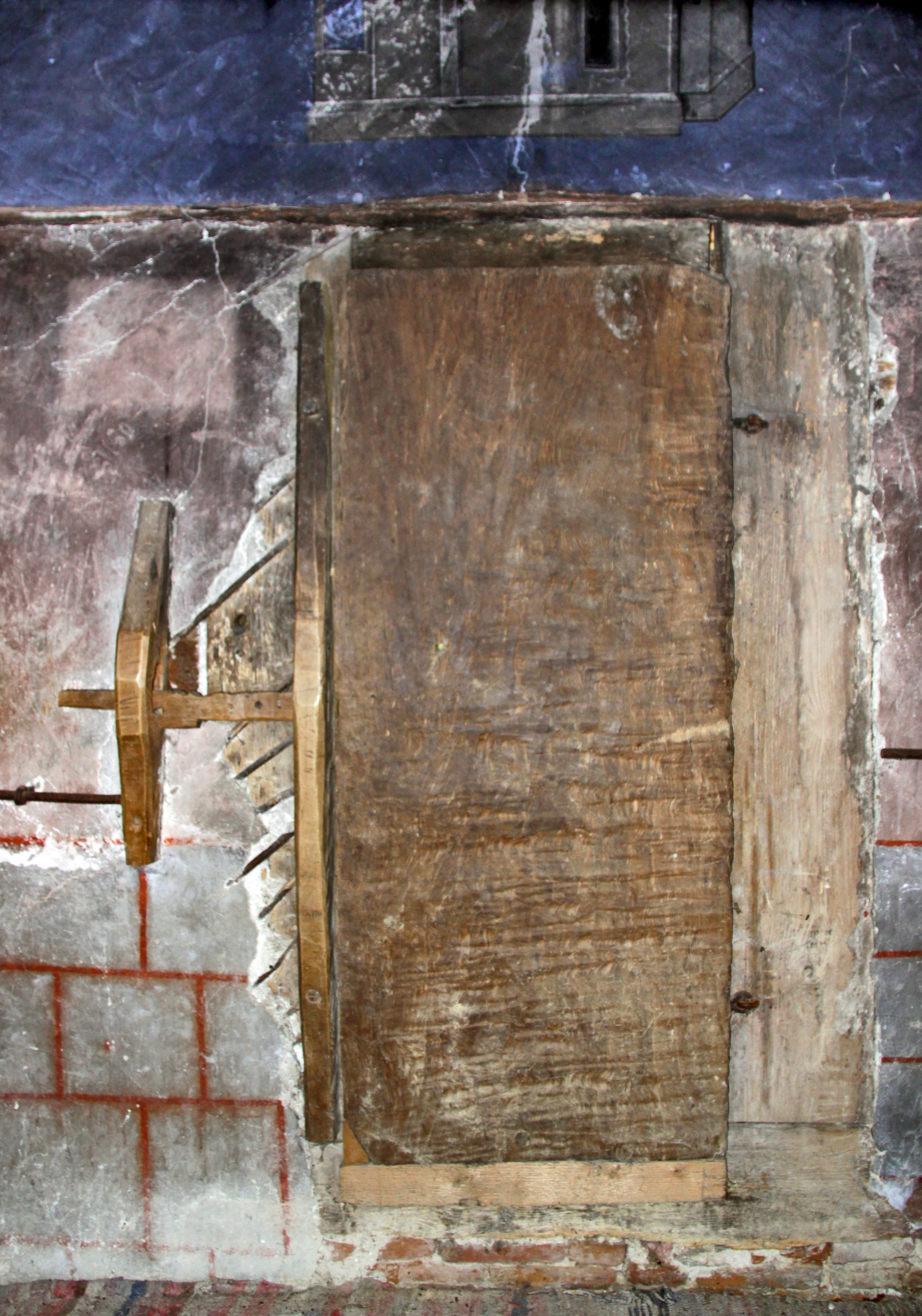
dosul intrării
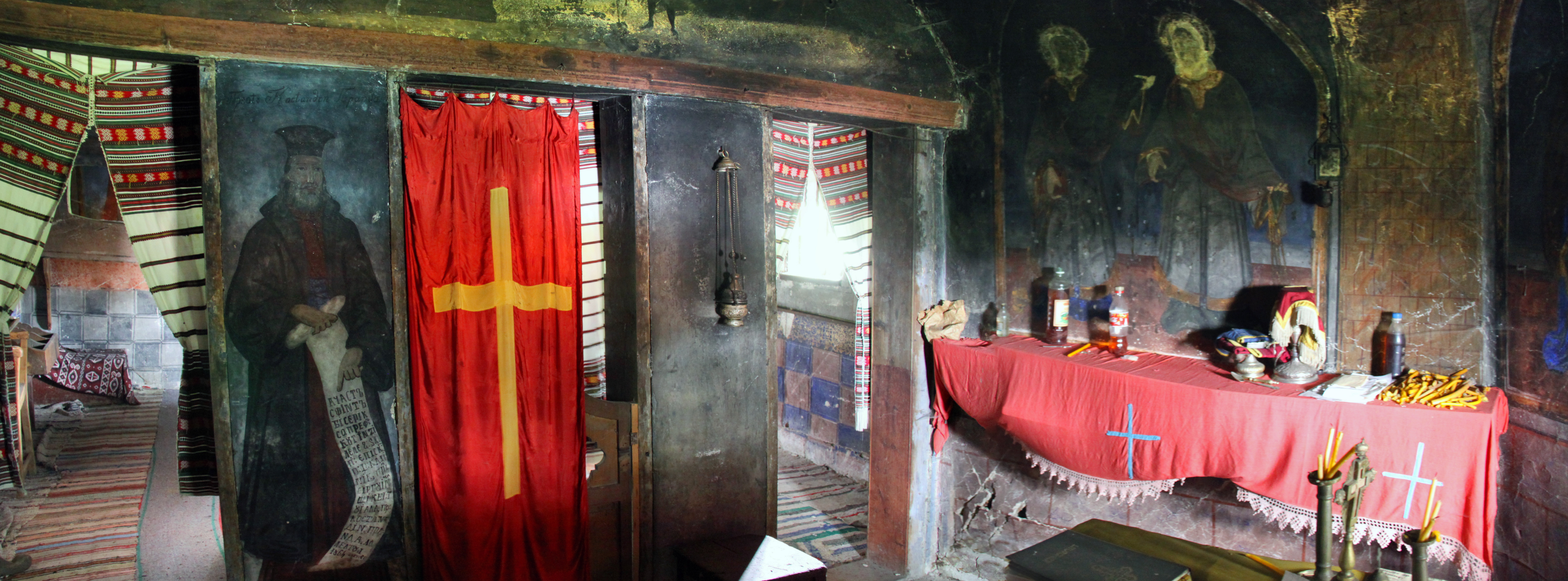
altar, nord
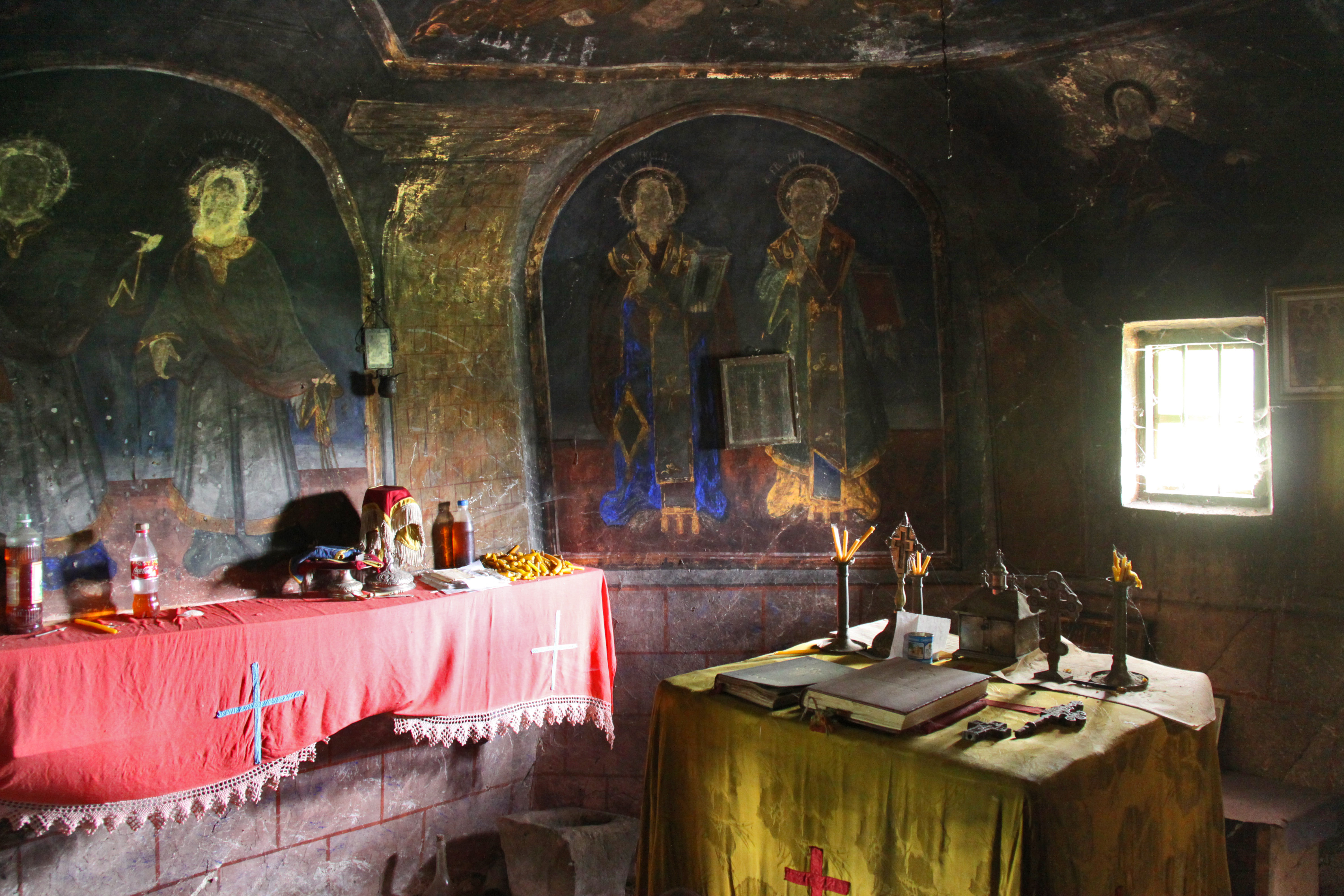
altar, vest
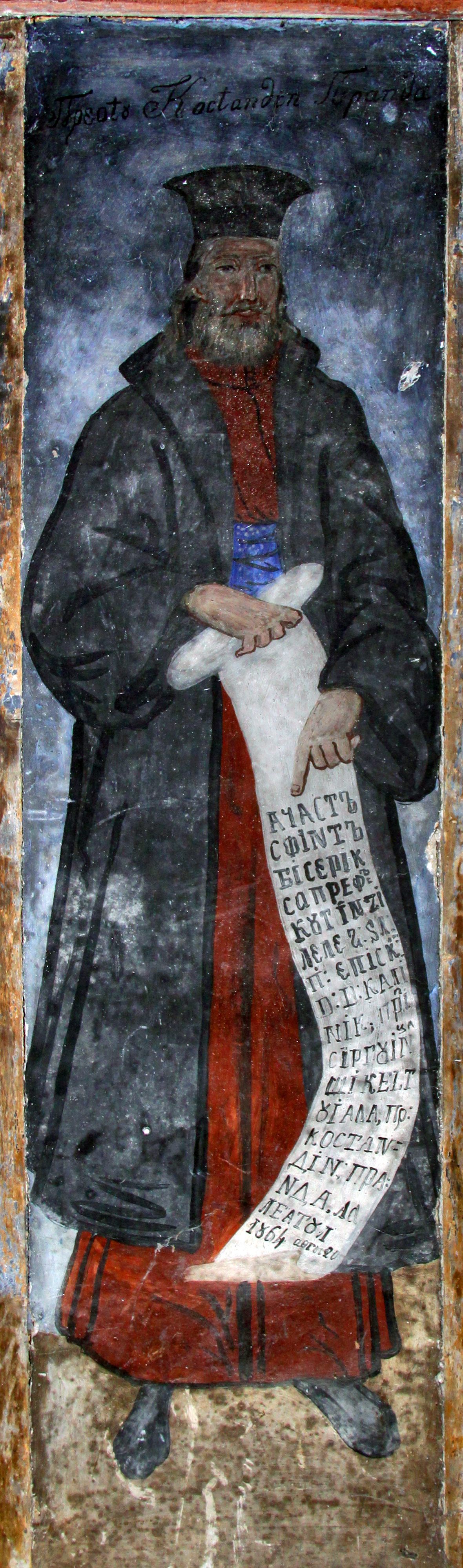
ctitorul preot
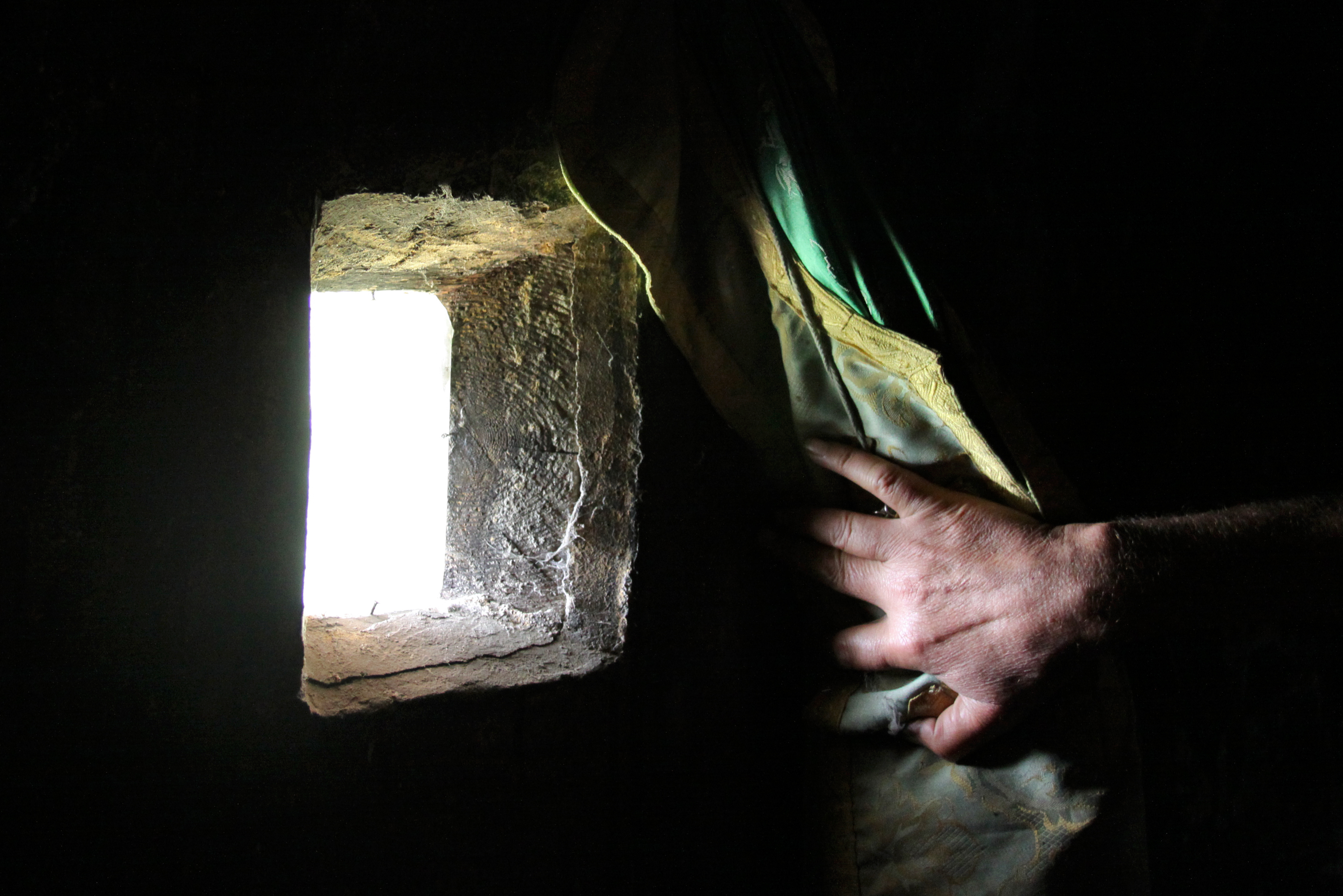
fereastră în altar

## Imagini cimitir

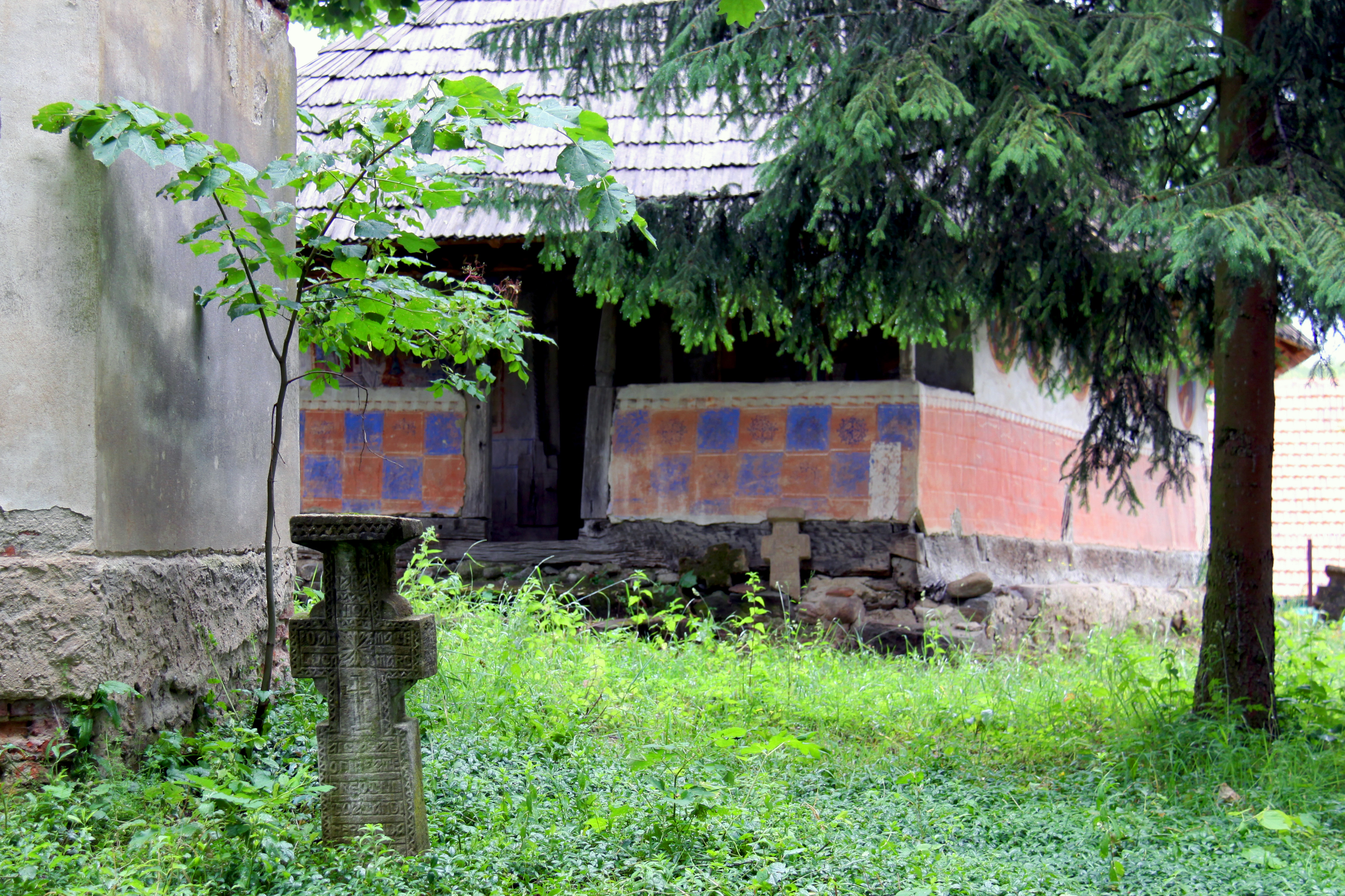
cimitir
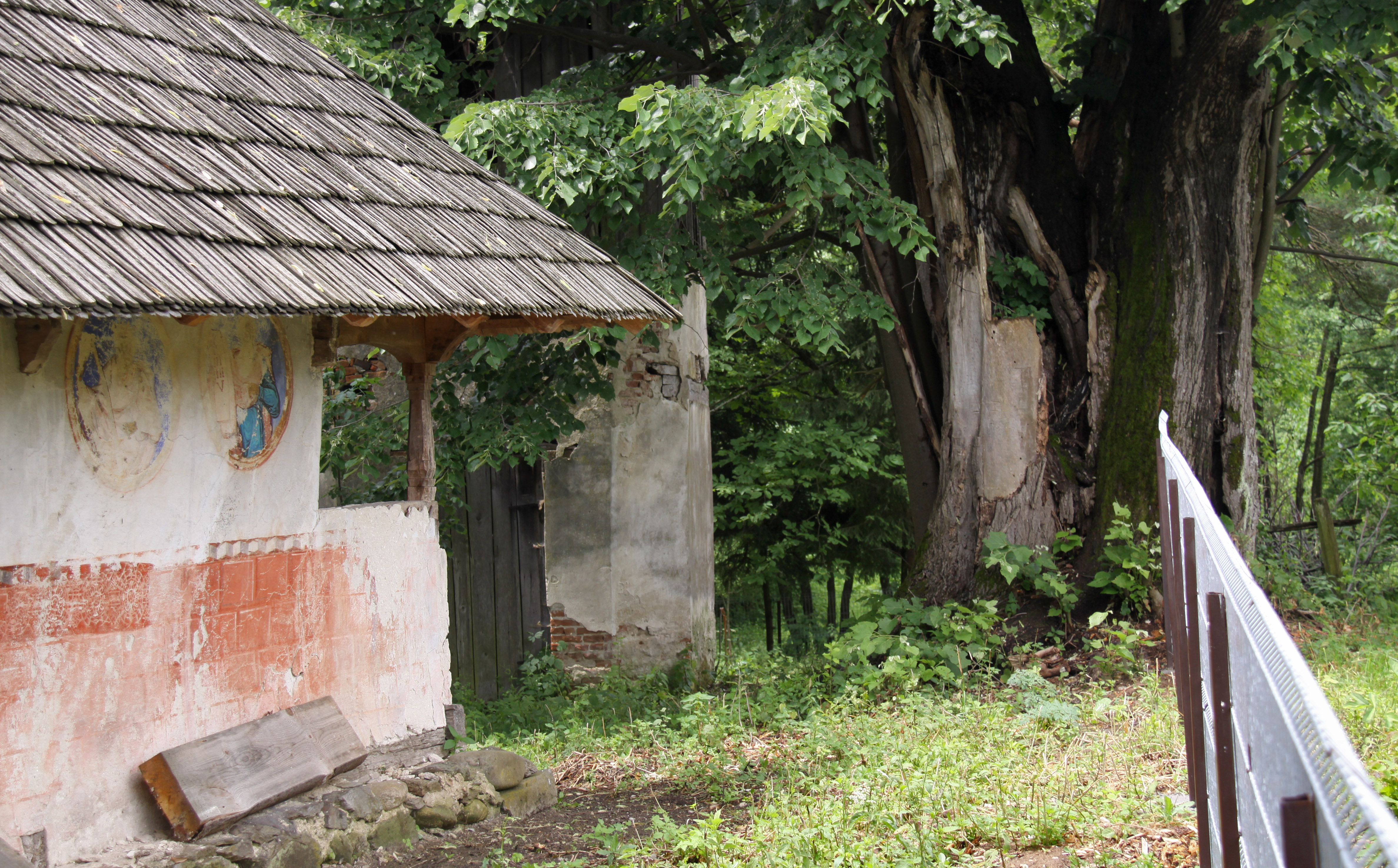
stejar secular
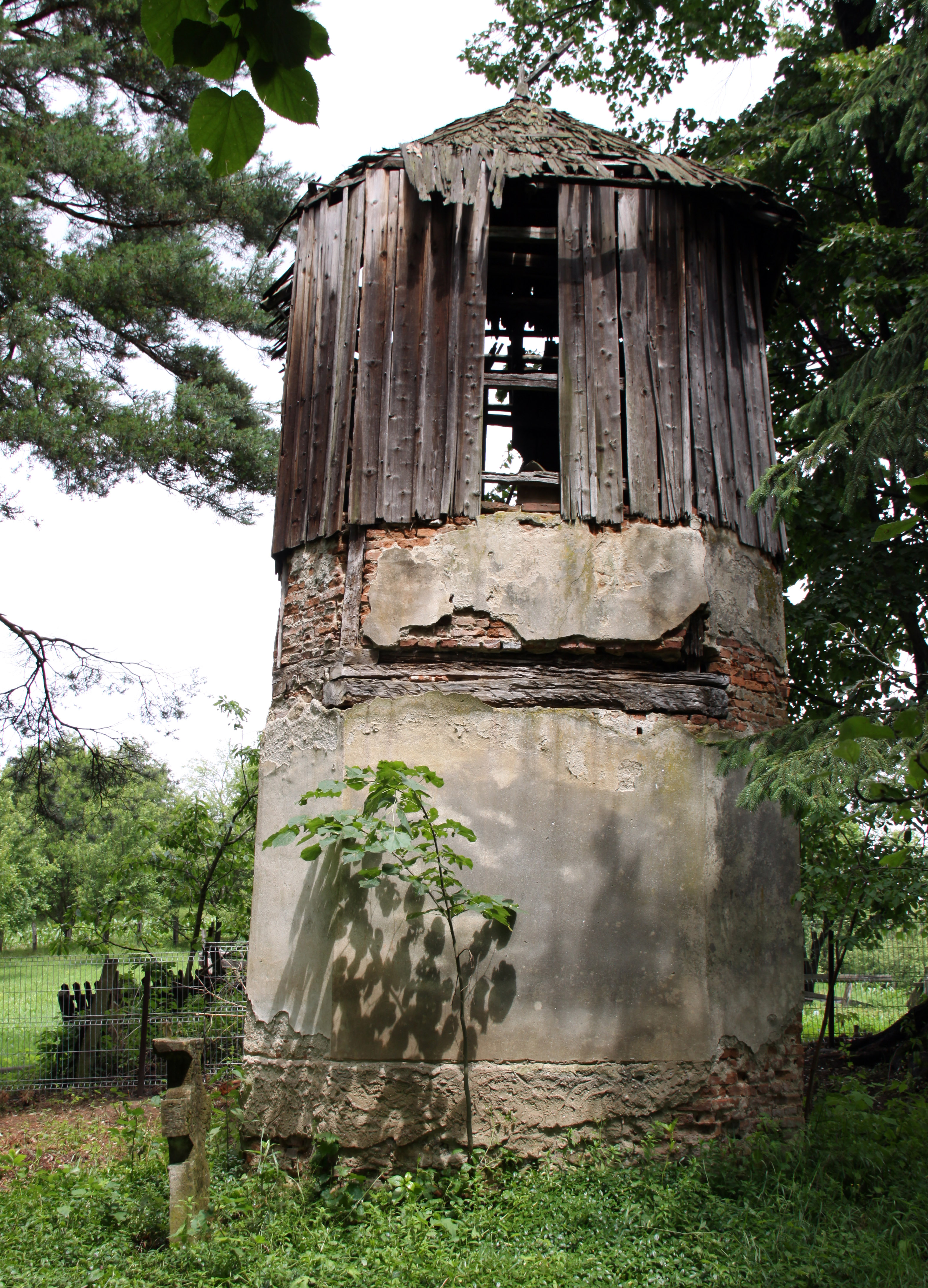
clopotnița
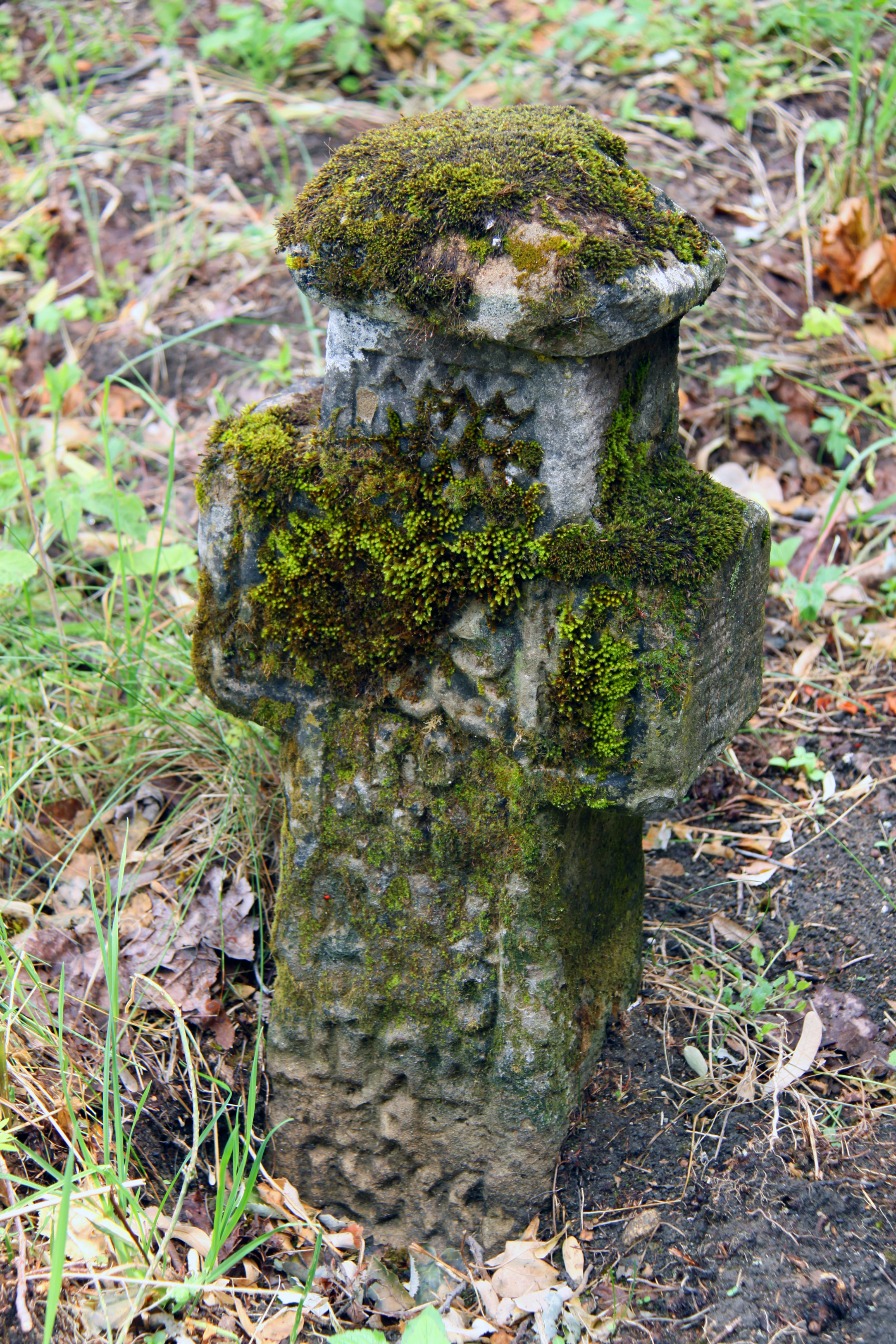
cruce 1866
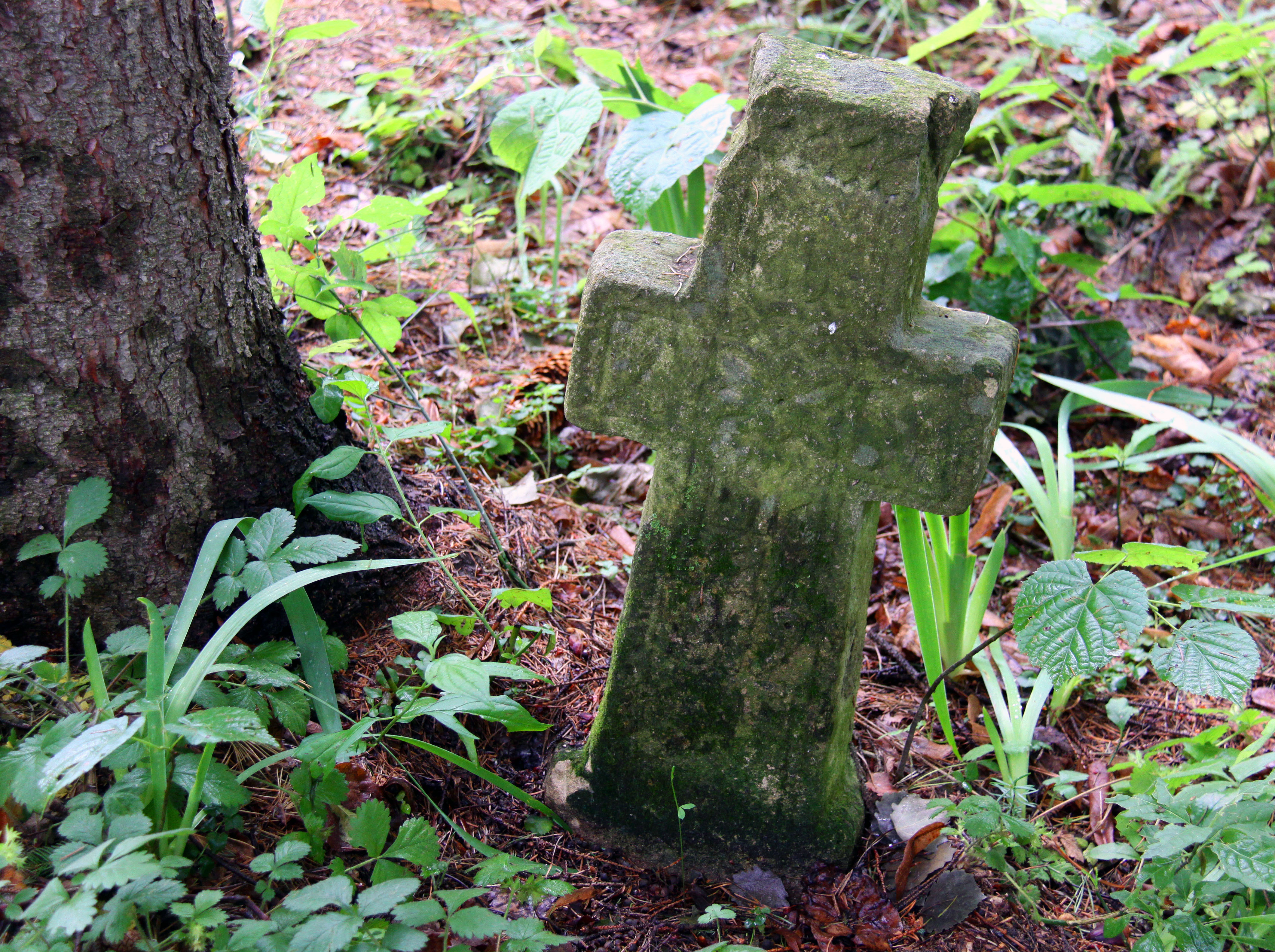
cruce 1882
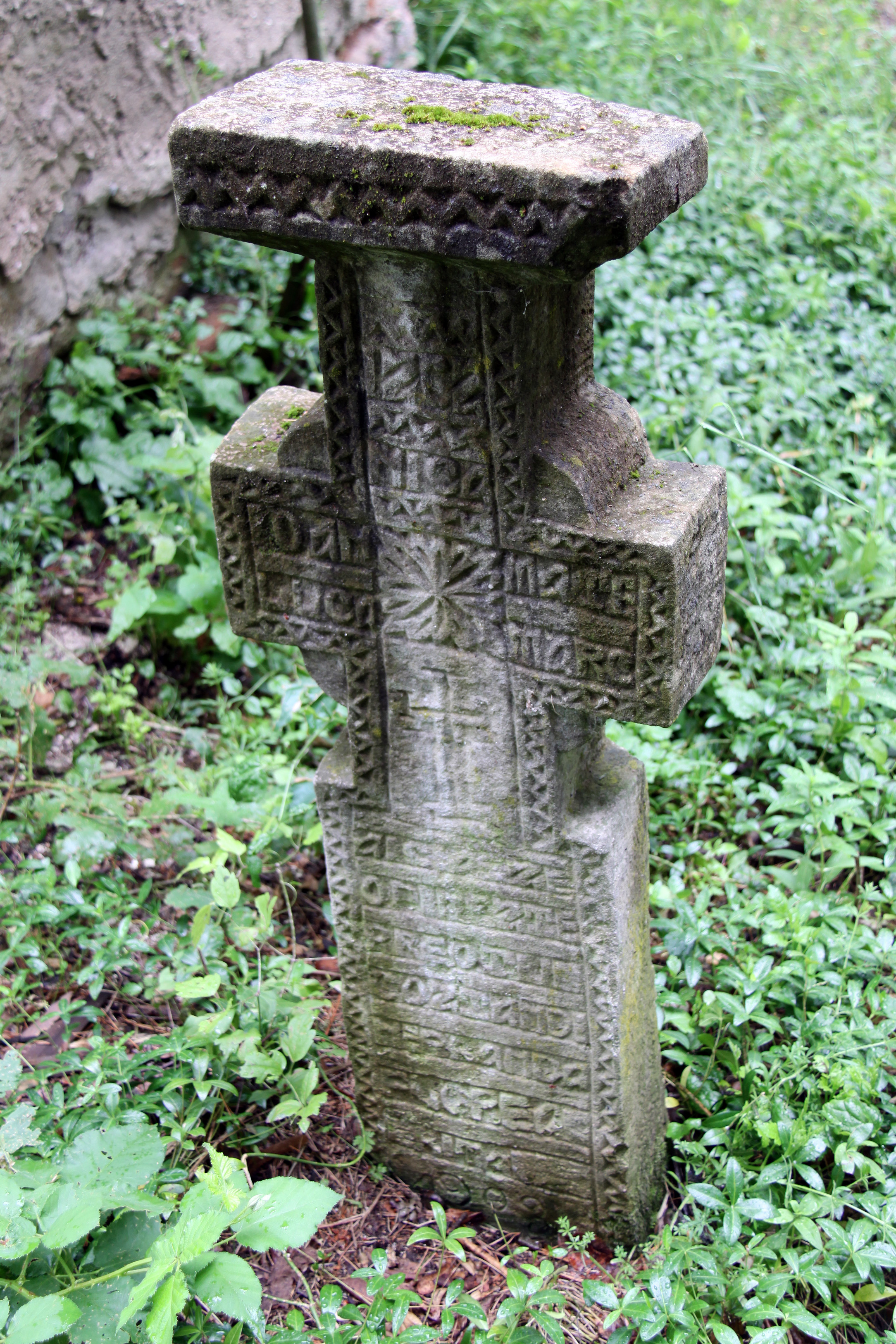
crucea ctitorului preot Costandin Pranda, 1903